# Maria Angelina
Maria Angelina Dukaina Paleologini grec. Μαρία Αγγελίνα Δούκαινα Παλαιολογίνα, serb. Марија Ангелина Немањић (ur. ok. 1350, zm. 28 grudnia 1394) – basilissa północnego Epiru od 23 grudnia 1384 do lutego 1385. 
Była córką Symeona Urosza Siniszy, władcy Epiru. Jej mężem został w 1366 roku Tomasz Preljubowicz, serbski arystokrata znany również jako Tomasz Komnen lub Tomasz Komnen Paleolog. Była popularna wśród swoich poddanych, jednak w złych stosunkach z mężem. Brała  współdziałał w jego zabójstwie w dniu 23 grudnia 1384 roku. Po tym wydarzeniu została władczynią Epiru jako basilissa. Szukając pomocy przeciw roszczeniom Gjin Bua Spaty, poślubiła w styczniu 1385 roku Esaua Buondelmontiego z Kefalenii.  